# Eurométropole Lille-Kortrijk-Tournai
L’Eurométropole Lille-Courtrai-Tournai, ou Eurométropole Lille-Kortrijk-Tournai est un groupement européen de coopération territoriale (GECT) de 157 communes françaises et belges, qui a été créé le 28 janvier 2008 dans le but de favoriser la coopération transfrontalière entre la France et la Belgique. Elle est peuplée de plus de deux millions d'habitants et couvre une surface de 3 589 km2 en France et en Belgique.

## Historique
Les premiers rapprochements transfrontaliers eurent lieu dès 1991 avec la création de la Conférence Permanente Intercommunale Transfrontalière (COPIT). Celle-ci a permis, les années qui suivirent, de cerner le fait transfrontalier et d'élaborer des projets de coopération.
Plus de dix ans après, le 18 décembre 2003, le Comité interministériel de l'aménagement et du développement du territoire a constitué un groupe de travail parlementaire franco-belge. Les travaux de ce groupe ont été la base de réflexion du projet d'Eurométropole.
Le 10 novembre 2005, un nouveau groupe de travail est constitué. Constitué de six personnes, il a permis d'identifier les freins juridiques à la coopération transfrontalière et à identifier des solutions dans certains domaines : l'urbanisme et l'aménagement, le transport et les télécommunications, l'emploi et la fiscalité, l'eau et l'environnement, la santé, l'enseignement et la formation et la sécurité. Les premières pistes de travail concernant la mise en place d'une coopération dotée d'un organe politique de gouvernance ont été publiées le 12 juin 2006.
Le 28 novembre 2006 le comité constitutif de l'Eurométropole se réunit pour la première fois et commence à préparer la convention et les statuts de la future Eurométropole. Les conclusions de ce comité ont été remises aux gouvernements français et belge le 19 mars 2007. Le 2 juillet 2007, les projets de textes de convention et de statuts sont envoyés à la validation au terme d'une troisième réunion du comité.
Le 21 janvier 2008, l'Eurométropole est créée par arrêté préfectoral. Elle devient dès lors le premier groupement européen de coopération territoriale.
Le 28 janvier 2008, l'assemblée constitutive de l'Eurométropole se réunit à Courtrai. Lors de cette première réunion, le premier président de l'Eurométropole est élu : Pierre Mauroy. De même, trois vice-présidents sont élus et le budget est voté.

## Composition
L'Eurométropole couvre la région de la Métropole Européenne de Lille, du sud de la Flandre-Occidentale (4 arrondissements) et de l'ouest du Hainaut (3 arrondissements) appelé Wallonie Picarde. Elle réunit 14 partenaires pour 157 communes actuellement.

## Missions
La convention et les obligations qui en découle relèvent du droit français. Elle a été conclue pour une durée illimitée.
Les missions de l’Eurométropole sont définies à l’article 2 de la Convention ayant établi le GECT :
- Assurer la concertation, le dialogue et favoriser le débat politique, en rassemblant l'ensemble des  institutions compétentes;
- Produire de la cohérence transfrontalière à l'échelle de l'ensemble du territoire;
- Faciliter, porter et réaliser des projets traduisant la stratégie de développement élaborée en commun;
- Faciliter la vie quotidienne des habitants de la métropole franco-belge.

## Organes et fonctionnement

### Assemblée

#### Composition
L'Assemblée se compose de 84 membres répartis selon le principe de double-parité entre la France et la Belgique puis entre la Wallonie et la Flandre.

#### Fonctionnement

##### Convocation des séances
L’Assemblée se réunit sur convocation de son président au moins deux fois par an. Elle peut aussi se réunir sur demande motivée d'un quart de ses membres, lesquels définissent alors l'ordre du jour. Dans ce cas, l'Assemblée doit se réunir dans un délai maximum de trente jours.
Les convocations sont envoyées 15 jours francs avant le début de la réunion aux représentants. L'ordre du jour doit être joint à cette convocation. L'assemblée est présidée par le Président ou à défaut par l’un des trois Vice-présidents.
Pour que les délibérations soient valables il faut que la majorité absolue des membres en exercice soit présente. Dans le cas contraire, l’Assemblée est de nouveau convoquée à sept jours francs au moins d'intervalle. Lors de cette nouvelle réunion, la délibération sont valables sans condition de quorum.

##### Déroulement des séances
Les séances sont publiques, néanmoins, à la demande d'un tiers des représentants, ou à la demande du président, et après vote, la séance peut avoir lieu à huis clos.
Afin d'être adoptée, une délibération doit obtenir :
- « la majorité absolue des suffrages exprimés des représentants français ».
- « la majorité absolue des suffrages exprimés des représentants francophones belges ».
- « la majorité absolue des suffrages exprimés des représentants néerlandophones belges ».

Les débats en assemblée font l'objet d'une traduction simultanée en langue française et néerlandaise.

#### Compétences
Les compétences de l’Assemblée sont au nombre de huit :
- « elle débat sur la stratégie de développement commune et délibère sur les orientations générales de l’action de l’Eurométropole Lille-Kortrijk-Tournai. »
- « elle vote le budget. »
- « elle délibère sur le compte de résultat (compte administratif) et le bilan comptable qui sont présentés annuellement par le Président. »
- « elle délibère sur la modification des statuts, notamment en cas d’adhésion ou de retrait d'un membre. »
- « elle procède, en son sein, à l'élection du Bureau sur proposition de chacun des membres de l’Eurométropole Lille-Kortrijk-Tournai, et à l’élection du Président et des Vice-présidents. »
- « elle crée par délibération les emplois nécessaires au fonctionnement de l’Eurométropole Lille-Kortrijk-Tournai sur proposition du Bureau. »
- « elle approuve et modifie le règlement intérieur sur proposition du Bureau. »
- « elle délibère sur la dissolution de l’Eurométropole Lille-Kortrijk-Tournai et des mesures afférentes. »

### Bureau

#### Composition
Le bureau est composé de 32 membres répartis de manières égales entre le côté français et belge. Du côté français, onze des représentants sont issus de ceux de la Métropole Européenne de Lille, un parmi ceux de l’État, deux issus de ceux de la région Hauts-de-France et deux issus de ceux du département du Nord. Du côté belge la répartition est comme suit :
- « 4 représentants parmi ceux désignés par les communes des arrondissements de Courtrai (Kortrijk), Ypres (Ieper), Roulers (Roeselare) et de Tielt, et les intercommunales Leiedal et Wvi, »
- « 4 représentants, parmi ceux désignés en commun accord entre les communes des arrondissements Mouscron-Comines, Tournai et Ath ainsi que les communes de Lessines, Silly et Enghien et les intercommunales Ideta et Ieg »
- « le représentant francophone et le représentant néerlandophone de l’État fédéral »
- « 2 représentants parmi ceux de la Région et de la Communauté flamande »
- « 1 représentant parmi ceux de la Région wallonne »
- « 1 représentant parmi ceux de la Communauté française de Belgique »
- « le représentant de la Province de Flandre occidentale »
- « le représentant de la Province de Hainaut »

#### Compétences
Le bureau est l'instance exécutive qui assure le pilotage de l'Eurométropole et constitue le lieu de concertation, d'échanges et de délibération des projets à mettre en œuvre. Les décisions y sont prises à l'unanimité.

### Comité directeur exécutif
Le comité directeur exécutif est composé du président et de trois vice-présidents.

#### Élection
L’article 13 des statuts dispose que :

« le Président et les trois Vice-présidents sont élus par l’Assemblée de l’Eurométropole au sein des membres du Bureau :
- pour deux d’entre eux parmi les représentants des membres français à l’exception de l’État,
- pour un d’entre eux parmi les représentants néerlandophones des membres belges,
- pour un d’entre eux parmi les représentants francophones des membres belges. »

Le mandat du président dure un an. La présidence est assurée alternativement par un représentant français puis belge. Ces derniers alternant eux-mêmes entre un représentant néerlandophone et un représentant francophone. S'ils perdent la qualité de représentants, les présidents et vice-présidents voient leur fonction prendre fin.

#### Responsabilité
Le président est responsable de l'exécution des décisions de l'Assemblée et du Bureau. Il peut, sous sa responsabilité, déléguer une partie de ses fonctions aux vice-présidents. Responsable de l'administration de l'Eurométropole, il pourvoit aux emplois et représente l'Eurométropole en justice s'il y a lieu.

#### Présidents
La présidence de l'Eurométropole est tournante annuellement, en alternance entre France et Belgique.

### Forum
L'Eurométropole fait appel à la société civile par le biais de son Forum. Composé de 80 membres issus en majorité des conseils de développement de la Métropole Européenne de Lille, de la Wallonie Picarde et de Transforum, ils se réunissent plusieurs fois par an lors de séances plénières.
Il est présidé aujourd'hui et depuis 2019 par un avocat flamand, Bob Bauwens. La présidence alterne tous les deux ans entre les trois versants (Français, Wallon, Flamand).

### Groupes Actions
Les élus et les membres de la société civile, ainsi que les techniciens des acteurs partenaires, travaillent ensemble dans différents groupes actions afin de faire de l'Eurométropole un bassin de vie solidaire, innovant et durable : 
De 2017 à 2020 : 
- Construire un réseau digital eurométropolitain
- Apprentissage des langues
- Emploi sans frontières
- Alternance transfrontalière
- Mobilité sans frontière
- Espace bleu
- Energies alternatives

Ainsi que deux autres groupes construits par auto-saisine :
- Enseignement Supérieur
- Culture/Tourisme

Les groupes actions s'inscrivent dans les trois axes de développement de l'Eurométropole : 
- Le déploiement économique
- La corrélation emploi-formation
- L’ancrage du développement durable dans l’Eurométropole

Pour continuer en 2021 ... :
- Economie circulaire
- Amélioration de la qualité de l'air
- Parc Bleu de l'eurométropole[22] (l'eau sous toutes ses formes et ses usages)
- Mobilités transfrontalières durables
- Emploi transfrontalier
- apprentissage des langues
- formation transfrontalière (en alternance/professionnelle)
- Enseignement supérieur
- Culture
- Citoyenneté européenne
- Forum de la société civile
- Emissions télévisées transfrontalières
- Rencontres de proximité, dialogues transfrontaliers de proximité (entre communes)
- Observation dynamique
- Communication avec et pour les citoyens, page d'information[23] sur les mesures prises en France (Hauts de France) et en Belgique en lien avec la crise sanitaire - COVID

### Rencontres eurométropolitaines
Les rencontres eurométropolitaines réunissent les maires, les bourgmestres et les techniciens de l'Eurométropole. Elles s'organisent autour de thématiques transfrontalières, afin d’étendre la parole au plus grand nombre et d’apporter à tous la possibilité de s’exprimer au nom de leur propre commune. Les rencontres favorisent les échanges de bonnes pratiques entre les communes du territoire, et permettent à chacun de s’inspirer des avancées des autres. Une rencontre sur le thème de l’énergie s’est déroulée en 2015, et une autre sur le thème du transport fluvial en 2016. En 2017, maires, bourgmestres et techniciens se sont réunis pour traiter de l'aménagement du territoire de l'Eurométropole.
Les rencontres de proximité permettent aux Maires et aux Bourgmestres de traiter ensemble les sujets qui les préoccupent sur le plan transfrontalier, de manière pragmatique et en direct.

### Agence de l'Eurométropole
L’Agence de l'Eurométropole, contrairement aux autres organes, est basée à Courtrai (Kortrijk). Organe administratif et technique de l'Eurométropole, elle permet la mise en œuvre des décisions prises par l'Assemblée et le Bureau. Elle anime les groupes de travail et organise la conférence des maires et des bourgmestres. Elle a un rôle de facilitateur, coordinateur, décodeur pour l'ensemble de la communauté eurométropolitaine.
Sa directrice est Elien Declercq.

## Budget
Le budget se répartit paritairement entre la France et la Belgique.